# Praravinia teysmannii
Praravinia teysmannii là một loài thực vật có hoa trong họ Thiến thảo. Loài này được Koord. miêu tả khoa học đầu tiên năm 1897.